# 仲間満慶山
仲間 満慶山（なかま みつけいま、1467年?-1500年）は、15世紀末の石垣島の豪族。憲章氏の元祖。
名乗は英極。平家の落人の子孫、との伝承がある。石垣島西部の川平を治めた。
1500年のオヤケアカハチの乱では、アカハチに招かれ挙兵への協力を求められるが、これを断った。馬に乗って一人で帰途に着くが、アカハチはケーラ崎に落とし穴を掘って待ち受ける。罠にはまった満慶山は、ここで討ち果たされた。